# Pic Lory

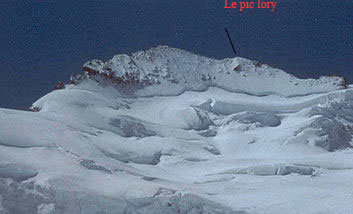
Pic Lory (zaznaczony strzałką)

Pic Lory (4088 m n.p.m.) – szczyt we francuskich Alpach Zachodnich, w grupie Écrins. Stanowi zachodni przedwierzchołek Barre des Écrins (4102 m n.p.m.), najwyższego szczytu tej grupy górskiej, odległy od niego o ok. 200 m.
Zwornik grzbietów górskich. Przebiega przez niego linia wododziału pomiędzy dorzeczami rzek Romanche (na północy i zachodzie) i Durance (na południowym wschodzie) jak i granica pomiędzy departamentami Isère (którego jest on najwyższym punktem) oraz Hautes-Alpes (w którym znajduje się najwyższy szczyt masywu – Barre des Écrins.
Pic Lory generalnie nie jest uznawany za samodzielny szczyt i nie jest uwzględniony na liście 82 szczytów alpejskich, przekraczających wysokość 4000 m n.p.m., zdefiniowanej w 1994 r. przez Międzynarodową Federację Związków Alpinistycznych (UIAA). Znajduje się natomiast na analogicznej liście 46 wyodrębnionych szczytów bocznych i przedwierzchołków.